# Jomsviking (Amon Amarth)
| Recensione   | Giudizio |
| ------------ | -------- |
| AllMusic     |          |
| Metacritic   | 79/100   |
| About.com    |          |
| Metal Hammer |          |

Jomsviking è il decimo album in studio del gruppo svedese Amon Amarth pubblicato il 25 marzo 2016 dalla Metal Blade Records in Nord America e dalla Sony Music nel resto del mondo.
Il titolo è un riferimento ai Vichinghi di Jomsborg ed è il primo album inciso senza il batterista Fredrik Andersson che ha abbandonato il gruppo nel 2015; le parti di batteria sono state incise da Tobias Gustafsson.

## Tracce
Testi e musiche di Amon Amarth.
1. First Kill – 4:21
2. Wanderer – 4:42
3. On a Sea of Blood – 4:04
4. One Against All – 3:37
5. Raise Your Horns – 4:23
6. The Way of Vikings – 5:11
7. At Dawn’s First Light – 3:50
8. One Thousand Burning Arrows – 5:49
9. Vengeance Is My Name – 4:41
10. A Dream That Cannot Be (feat. Doro Pesch) – 4:22
11. Back on Northern Shores – 7:08

## Formazione
- Johan Hegg – voce
- Olavi Mikkonen – chitarra
- Johan Söderberg – chitarra
- Ted Lundström – basso
- Tobias Gustafsson – batteria

## Classifiche
| Classifica (2016)         | Posizione massima |
| ------------------------- | ----------------- |
| Australia                 | 15                |
| Austria                   | 1                 |
| Belgio (Fiandre)          | 18                |
| Belgio (Vallonia)         | 29                |
| Canada                    | 8                 |
| Finlandia                 | 4                 |
| Francia                   | 38                |
| Germania                  | 1                 |
| Norvegia                  | 22                |
| Paesi Bassi               | 35                |
| Regno Unito               | 30                |
| Spagna                    | 64                |
| Stati Uniti (Digital)     | 13                |
| Stati Uniti (Hard Rock)   | 2                 |
| Stati Uniti (Independent) | 3                 |
| Stati Uniti (Tastemaker)  | 1                 |
| Stati Uniti (Top Rock)    | 4                 |
| Stati Uniti               | 19                |
| Svezia                    | 5                 |
| Svizzera                  | 3                 |